# Trocnada minuta
Trocnada minuta är en insektsart som beskrevs av Evans 1935. Trocnada minuta ingår i släktet Trocnada och familjen dvärgstritar. Inga underarter finns listade i Catalogue of Life.